# Jaera nordica
Jaera nordica är en kräftdjursart som beskrevs av Lemercier 1958. Jaera nordica ingår i släktet Jaera och familjen Janiridae. Inga underarter finns listade i Catalogue of Life.